# Ashland (New Jersey)
Ashland est une census-designated place située dans le comté de Camden, dans l’État du New Jersey, aux États-Unis. Lors du recensement de 2020, elle compte 8 513 habitants.